# Thạnh Hòa, Bến Lức
Thạnh Hòa là một xã thuộc huyện Bến Lức, tỉnh Long An, Việt Nam.

## Địa lý
Xã Thạnh Hòa nằm ở phía tây bắc huyện Bến Lức, có vị trí địa lý:
- Phía đông nam giáp xã Lương Hòa
- Phía đông giáp xã Lương Bình
- Phía tây giáp huyện Thủ Thừa
- Phía tây nam giáp xã Bình Đức
- Phía bắc giáp xã Thạnh Lợi.

Xã Thạnh Hòa có diện tích 29,68 km², dân số năm 1999 là 4.907 người, mật độ dân số đạt 165 người/km².

## Hành chính
Xã Thạnh Hòa được chia thành 5 ấp: 1, 2, 3, 4, 5.

## Lịch sử
Xã Thạnh Hòa được thành lập vào ngày 14 tháng 1 năm 1983 trên cơ sở tách một phần diện tích và dân số của xã Thạnh Lợi.
Ngày 18 tháng 7 năm 2019, HĐND tỉnh Long An ban hành Nghị quyết số 43/NQ-HĐND về việc sáp nhập Ấp 6 vào Ấp 4.